# Бретонски језик
Бретонски језик (брет. brezhoneg) је келтски језик којим говоре становници Бретање (Breizh) у Француској.

## Историја
Бретонски језик припада бритонској грани острвских келтских језика, и у Француску су га донијели британски досељеници у Бретању, вјероватно око трећег вијека нове ере. Данашњи бретонски језик је најсличнији корнском и велшком језику.
Бретонски се традиционално говори у Доњој Бретањи, отприлике до запада линије која спаја Плуху и La Roche Bernard (источно од Ванеа). До дванаестог вијека, то је био језик елите. Међутим, елита и касније буржоазија су преузели француски језик. У Бретањи се као писани језик користио латински, али су у петнаестом вијеку прешли на француски.
У француској краљевини се мало пажње посвећивало мањинским језицима. Након француске револуције се то и појачало, и ти језици су се пејоративно називали патоа језицима, под претпоставком да контрареволуционари желе да задрже мањине „неинформисаним“. Чак се и Католичка црква окренула против бретонског језика након другог ватиканског вијећа.
Данас, и поред централизма у Француској и снаге медија који промовишу француски језик, Бретонски користи око 500.000 људи. Тај је број ипак смањен са 1,3 милиона, колико га је говорило 1930-их година. Почетком двадесетог вијека, половина становништва Доње Бретање је говорила и знала само бретонски, док је друга половина говорила и француски. До 1950. године, остало је само око 100.000 људи који говоре искључиво бретонски, а данас их је још мање. По анкети спроведеној 1997. године, у западној Бретањи (Breizh izel) око 300.000 људи је говорило бретонски, од чега је око 190.000 било старије од 60 година. Вјероватно мање од 2% их је било између 15 и 19 година старости.
Године 1925. је професор Ропарз Хемон (Roparz Hemon) створио књижевнички часопис „Гваларн“ (Gwalarn), чијим се деветнаестогодишњим постојањем покушао уздићи бретонски језик међу „међународне језике“, стварајући књижевна дјела свих жанрова на бретонском и преводећи на бретонски радове свјетски признатих писаца.
Године 1946. Гваларн је замијењен „Ал Лијамом“. Током времена су се појавили и други облици промоције који су створили велик број књижевних дјела на бретонском језику, поготову узимајући у обзир да је у питању „језик мањина“.
Године 1977. оформљен је ланац школа „Диван“ (Diwan) у Бретањи, у којима се учило на бретонском језику. Ланац је садржао и основне и средње школе и у њима је учило на хиљаде ђака.
Хумористички стрип Астерикс преведен је на бретонски језик. Ово је занимљиво и због тога што, по стрипу, галско село у којем Астерикс и Обеликс живе се налази на полуострву Арморика, које се данас налази у Бретањи. Поред Астерикса и други су стрипови превођени на бретонски — Тинтин, Хогар Страшни, Чарли Браун и Снупи шоу, и други.
И неки филмови су синхронизовани на бретонски језик — „Ланселот“, „Заљубљени Шекспир“, серија „Пери Мејсон“ и други.
Неки пјесници, лингвисти и писци који су писали на бретонском, нпр. Ропарз Хемон, Анђела Дувал, Јуен Гверних и други, данас су познати и на међународној сцени.
Данас је бретонски језик једини преостали од келтских језика који нигдје не постоји као званични. Француска влада одбија да промијени други члан устава Француске (додат 1994. године) који гласи „језик републике је француски језик“.
Први бретонски рјечник, „Католикон“, уједно је био и први француски рјечник. Настао 1464. године, то је био тројезични рјечник који је садржао бретонски, француски и латински језик. Модерни рјечници са бретонског на нпр. енглески, њемачки, холандски, шпански и велшки језик, показују устремљеност млађих генерација да одрже бретонски и промовишу га као свјетски признат језик.

## Раширеност
Бретонски се углавном говори у западној Бретањи, али се говори и у источној Бретањи (гдје се говори и гало језик поред бретонског и француског) и у мјестима широм свијета гдје живе досељеници из Бретање.

## Званични статус
Бретонски не припада званичним језицима Француске и поред званичних молби из ове аутономије да се језик призна у школама, медијима и другим облицима јавног живота.
Покушај да се ланац школа Диван интегрише у француски школски систем, који је започела француска влада, зауставило је француско уставно вијеће на темељу устава који каже да је језик републике француски те да се стога ниједан други језик не може користити у државним школама. Тубонов закон каже да се у образовању користи француски језик, те школе у којима се учи на бретонском језику не могу примати средства из буџета.
Ипак, аутономне власти користе бретонски у ограниченој мјери тако што постављају саобраћајне знаке на оба језика. Поред тога, бретонски се може скупа са француским видјети и на именима улица, у подземној жељезници итд.

## Дијалекти
Лингвисти признају неколико дијалеката бретонског језика: леонег, трегеријег, гвенедег и керневег. Прецизну границу између дијалеката тешко је одредити пошто се језик благо мијења од села до села. Гвенедег се издваја нешто више од осталих, због неколико различитости у изговору.